# Autonome Universität Madrid

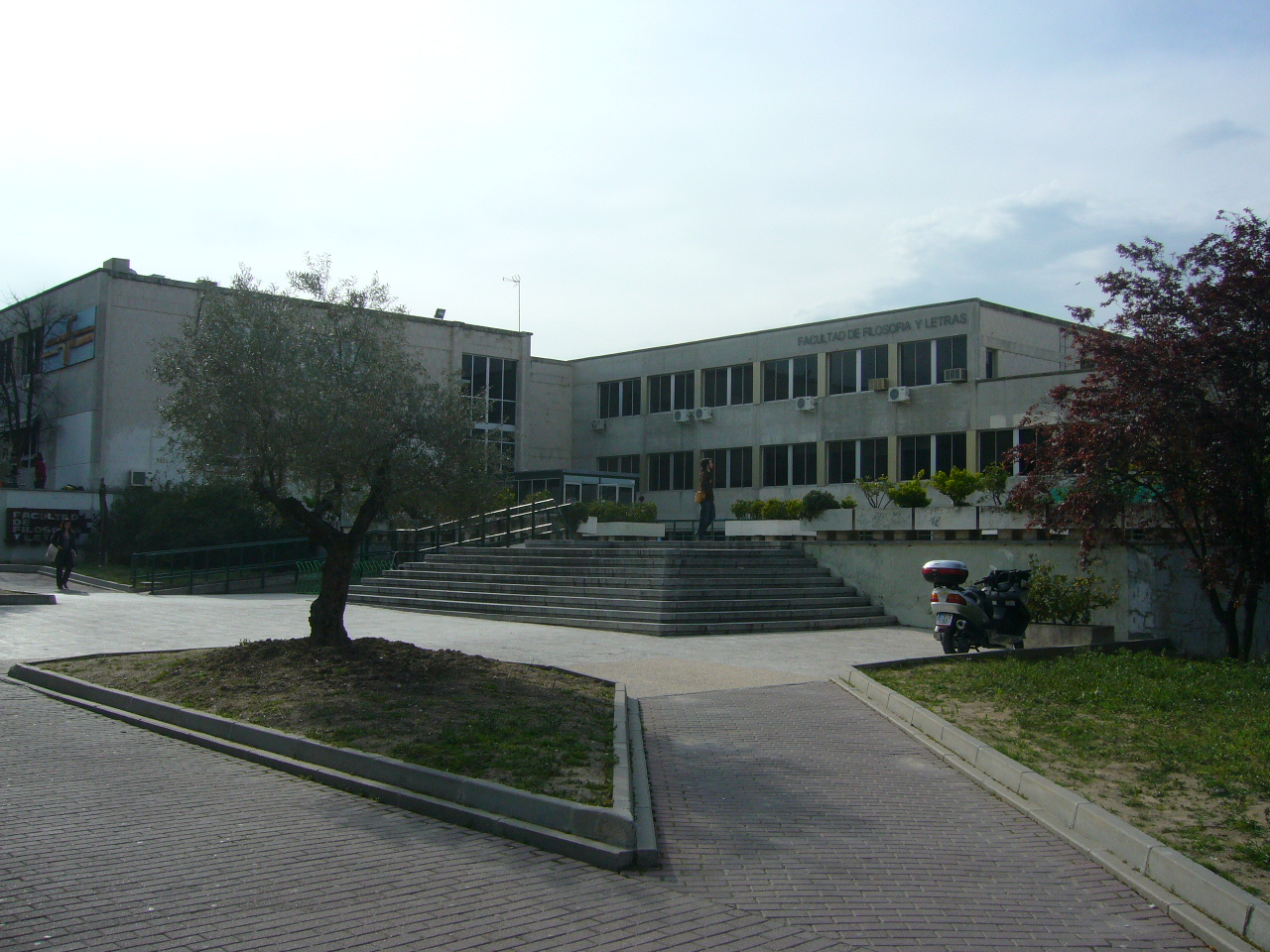
Fakultät für Philosophie und Literatur

Die Universidad Autónoma de Madrid (UAM; deutsch Autonome Universität Madrid) ist eine staatliche Volluniversität in Madrid, die 1968 gegründet wurde. 1971 bezog sie den Campus in Cantoblanco, an dem seit dieser Zeit fast alle Fakultäten versammelt sind. Von diesem Jahr an wurde sie erweitert und ausgebaut, bis sie im Studienjahr 2021/22 mehr als 30.000 Studenten und mehr als 2.000 Lehrkräfte zählte.
Seit ihrer Gründung ist die UAM eine der bedeutendsten Hochschulen Spaniens. Aktuell wird sie nach verschiedenen Rankings (ARWU, The Times Higher Education, QS World University Rankings) unter den spanischen Universitäten zwischen dem 3. und dem 8. Rang, im europäischen Vergleich zwischen dem 89. und dem 162. Rang und im Weltmaßstab zwischen dem 215. und dem 400. Rang gelistet.

## Campus
Der Hauptcampus befindet sich in Cantoblanco im Stadtteil Fuencarral-El Pardo in Madrid. Er hat eine Gesamtfläche von 2 252 000 m². Er wurde am 25. Oktober 1971 eingeweiht und gilt als Campus mit umweltbewusstem und nachhaltigem Management (von den 24 Campi der Welt).

## Lage
- Campus von Cantoblanco. Der Campus von Cantoblanco liegt 15 Kilometer von Madrid entfernt.
- Campus der Medizin. Die Medizinische Fakultät befindet sich in der Nähe des Universitätsklinikums La Paz im Norden von Madrid.

## Hochschulen und Residenzen
Die UAM verfügt über zwei eigene Wohnheime:
- Wohnheim Juan Luis Vives, befindet sich in der Straße Francisco Suárez im Stadtteil Chamartín. Es verfügt über 123 Zimmer für Studenten, Absolventen und Professoren.
- Wohnheim Erasmo. Es befindet sich auf dem Campus der Universität. Es wurde 2004 eingeweiht und 2008 erweitert. Es verfügt über 765 Zimmer. Verfügbar täglich, wöchentlich oder für das ganze Jahr.

Assoziierte Partnerwohnheime:
- Wohnheim Santillana. Das Hotel liegt in der Calle Marbella 60, in der Wohngegend von Mirasierra.
- Wohnheim Somosierra. Befindet sich in der Calle Pablo Vidal, 6.

Ein gemischtes Wohnheim, das von der Autonomen Gemeinschaft Madrid gefördert wird:
- San Fernando Residenz (Studentenwohnheim) und verfügt über 200 Doppel- und Einzelzimmer. Es liegt an der Carretera nach Colmenar Viejo, km 12,8 im Bildungszentrum Ciudad Escolar, etwa 5 Minuten von der Universität entfernt.

## Fachbereiche und Studiengänge

### Fachbereiche
- Naturwissenschaftliche Fakultät(Ciencias)
- Rechtswissenschaftliche Fakultät  (Derecho)
- Polytechnische Fakultät mit Informatik (Politécnica)
- Fakultät für Philosophie und Geisteswissenschaften (Filosofía y Letras)
- Psychologische Fakultät (Psicología)
- Medizinische Fakultät (Medicina)
- Wirtschaftswissenschaftliche Fakultät (Ciencias Económicas y Empresariales)
- Fakultät für Lehrerbildung und Erziehungswissenschaften (Formación de Profesorado y Educación)

### Verbundene Zentren
- Höheres Zentrum für Universitätsstudien La Salle
- Pflege des Roten Kreuzes
- Pflege der Jiménez Díaz-Stiftung
- Physiotherapie von ONCE

### Andere Institute
- Severo Ochoa Zentrum für Molekularbiologie (CBMSO)
- Dokumentations- und Studienzentrum für die Geschichte von Madrid
- Ostasienstudienzentrum
- Zentrum für wissenschaftliches Rechnen
- Zentrum für Mikroanalyse von Materialien
- Zentrum für Angewandte Psychologie
- Zentrum für politische Theorie
- Carlos V Internationales Zentrum
- Höheres Zentrum für Assyriologie und Ägyptologie
- Höheres Zentrum für Forschung und Musikförderung
- Klinisches Pharmakologiezentrum
- Schule der Gemmologie
- Journalistenschule UAM / El País
- Interuniversitätsstiftung Fernando González Bernáldez
- Institut für mathematische Wissenschaften
- Institut für Theoretische Physik
- Institut für Wissensmanagement
- Institut für biomedizinische Forschung Alberto Sols
- Universitätsinstitut La Corte in Europa (IULCE)
- Kartografie-Service
- Allgemeine Unterstützungsdienste für experimentelle Forschung (SEGAINVEX)
- Mikroelektronik-Workshop
- Workshop für internationale Mittelmeerforschung[4]

## Bibliotheken
Es gibt 10 Bibliotheken und mehrere Dokumentationszentren:
- Naturwissenschaftliche Bibliothek
- Rechtsbibliothek
- Wirtschaftsbibliothek
- Erziehungswissenschaftliche Bibliothek
- Geisteswissenschaftliche Bibliothek
- Medizinische Bibliothek
- Psychologische Bibliothek
- Polytechnische Bibliothek
- Geografische Fachbibliothek (Kartothek)
- Bibliothek mit erweiterten Öffnungszeiten

Darüber hinaus gibt es mehrere spezialisierte Dokumentationszentren: Archiv, Rafael Más-Kartenbibliothek, Dokumentationszentrum für Naturräume, Statistisches Dokumentationszentrum und Europäisches Dokumentationszentrum.

## Museen
Es gibt 3 Museen an verschiedenen Orten:
- Museum für Volkskunst und Traditionen[5] (C. de Carlos Arniches, 3, 5, Centro – Zentrum von Madrid, neben dem „El Rastro“ -Markt)
- Mineralogie-Museum[6]
- Museum der Höheren Polytechnischen Schule[7]